# Tjicuna
Tjicuna é uma comuna rural do sul do Mali da circunscrição de Sicasso e região de Sicasso. Segundo censo de 1998, havia 2 468 residentes, enquanto segundo o de 2009, havia 4 604. A comuna inclui 5 vilas.